# Salt and ice challenge

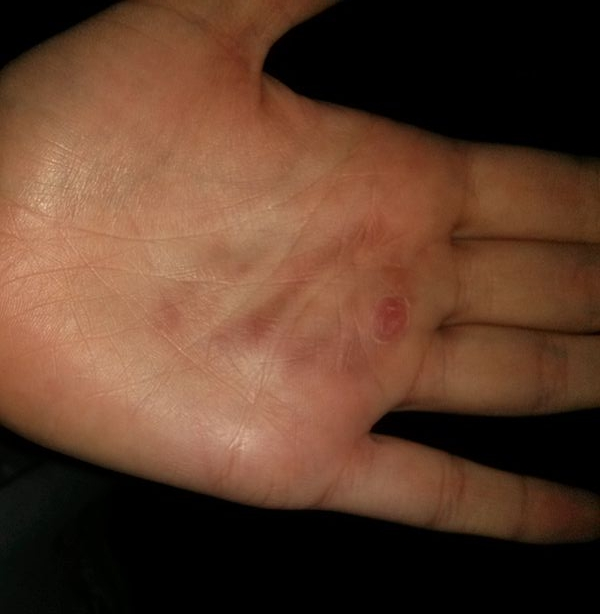
Jizvy jako následek poškození kůže, jedenáct dní po salt and ice challenge

Salt and ice challenge je internetová výzva, při které si účastníci nasypou sůl na svou kůži, nejčastěji na ruku, na kterou pak položí kostku ledu. Cílem výzvy je vydržet bolest nejdéle ze všech zúčastněných.
Sůl snižuje teplotu bodu mrazu u vody, proto se např. používá jako posyp silnic při nízkých teplotách. Při této výzvě vzniká na kůži směs, jejíž teplota může klesnout až na −18 °C, a která může rychle způsobit poranění kůže druhého a třetího stupně, podobné omrzlinám či popáleninám. Dále na kůži mohou vznikat bolestivé vředy. Kvůli pocitu znecitlivění z chladu a možnému poškození nervových zakončení si účastníci často neuvědomují rozsah poranění utrpěných během výzvy a bolest pocítí, až když sůl pronikne do nově vzniklých lézí. Poškození kůže může být i trvalé.